# Demencija sa Levijevim telima
Demencija sa Levijevim telima (DLB) je tip demencije koju karakterišu promene u snu, ponašanju, spoznaji, kretanju i regulaciji automatskih telesnih funkcija. Gubitak pamćenja nije uvek rani simptom. Bolest se vremenom pogoršava i obično se dijagnozira kada kognitivno oštećenje ometa normalno svakodnevno funkcionisanje. Zajedno sa demencijom Parkinsonove bolesti, DLB je jedna od dve demencije Levijevih tela. To je uobičajen oblik demencije, ali prevalencija nije tačno poznata i mnoge dijagnoze se propuštaju. Bolest je prvi opisao Kenji Kosaka 1976. godine.
Poremećaj ponašanja u REM fazi spavanja (RBD) — u kojem ljudi gube paralizu mišića (atoniju) koja se obično javlja tokom REM spavanja i oponašaju sadržaj svojih snova — ključna je karakteristika. RBD se može pojaviti godinama ili decenijama pre drugih simptoma. Ostale ključne karakteristike su vizuelne halucinacije, izražene fluktuacije u pažnji ili budnosti, i parkinsonizam (sporost kretanja, otežano hodanje ili ukočenost). Pretpostavljena dijagnoza se može postaviti ako je prisutno nekoliko karakteristika bolesti ili biomarkera; dijagnostička obrada može uključivati testove krvi, neuropsihološke testove, snimanje i studije spavanja. Konačna dijagnoza obično zahteva autopsiju.
Većina ljudi sa DLB nema pogođene članove porodice, iako se povremeno DLB vodi u porodici. Tačan uzrok je nepoznat, ali uključuje formiranje abnormalnih nakupina proteina u neuronima u celom mozgu. Manifestujući se kao Levijeva tela (otkrio ih je 1912. Frederik Levi) i Levijevi neuriti, ove nakupine utiču na centralni i na autonomni nervni sistem. Funkcija srca i svaki nivo gastrointestinalne funkcije - od žvakanja do defekacije - mogu biti pogođeni, a zatvor je jedan od najčešćih simptoma. Može se javiti i nizak krvni pritisak pri ustajanju. DLB obično izaziva psihijatrijske simptome, kao što su izmenjeno ponašanje, depresija ili apatija.
DLB obično počinje posle pedesete godine, a ljudi sa bolešću imaju prosečan životni vek, sa velikom varijacijom, oko četiri godine nakon dijagnoze. Ne postoji lek koji bi zaustavio napredovanje bolesti, a ljudi u kasnijim stadijumima DLB-a verovatno neće moći da se brinu o sebi. Tretmani imaju za cilj da ublaže neke od simptoma i smanje teret za negovatelje. Lekovi kao što su donepezil i rivastigmin mogu privremeno poboljšati spoznaju i ukupno funkcionisanje, a melatonin se može koristiti za simptome vezane za spavanje. Antipsihotici se obično izbegavaju, čak i za halucinacije, jer se teške reakcije javljaju kod skoro polovine osoba sa DLB, i njihova upotreba može dovesti do smrti. Upravljanje mnogim od različitih simptomima je izazovno, jer uključuje više specijalnosti i obrazovanje negovatelja.

## Literatura
- Abdelnour C, Gonzalez MC, Gibson LL, Poston KL,  . (јун 2023). „Dementia with Lewy Bodies Drug Therapies in Clinical Trials: Systematic Review up to 2022”. Neurol Ther. 12 (3): 727—749. doi:10.1007/s40120-023-00467-8.
- Aminoff MJ, Greenberg DA, Simon RP (2005). „Chapter 7: Movement disorders”. Clinical Neurology (6th изд.). Lange: McGraw-Hill Medical. стр. 241–245. ISBN 978-0-07-142360-1.
- Armstrong MJ (фебруар 2019). „Lewy Body Dementias”. Continuum (Minneap Minn) (Review). 25 (1): 128—146. PMID 30707190. S2CID 73423732. doi:10.1212/CON.0000000000000685.
- Armstrong MJ (2021). „Advances in dementia with Lewy bodies”. Ther Adv Neurol Disord (Review). 14: 17562864211057666. doi:10.1177/17562864211057666.
- Arnaoutoglou NA, O'Brien JT, Underwood BR (фебруар 2019). „Dementia with Lewy bodies – from scientific knowledge to clinical insights”. Nat Rev Neurol. 15 (2): 103—112. PMID 30559465. S2CID 56176586. doi:10.1038/s41582-018-0107-7. Архивирано из оригинала 16. 7. 2020. г. „In 1976, Kenji Kosaka and colleagues described the first post-mortem case of presenile dementia with 'Lewylike-bodies' pathology and, in 1984, Kosaka introduced the term 'diffuse Lewy body disease'.”
- Arnaldi D, Antelmi E, St Louis EK, Postuma RB, Arnulf I (децембар 2017). „Idiopathic REM sleep behavior disorder and neurodegenerative risk: To tell or not to tell to the patient? How to minimize the risk?”. Sleep Med Rev (Review). 36: 82—95. PMID 28082168. doi:10.1016/j.smrv.2016.11.002.
- Bentley A, Morgan T, Salifu Y, Walshe C (децембар 2021). „Exploring the experiences of living with Lewy body dementia: an integrative review”. J Adv Nurs (Review). 77 (12): 4632—4645. doi:10.1111/jan.14932.  Material was copied from this source, which is available under a Creative Commons Attribution 4.0 International License.
- Berge G, Sando SB, Rongve A, Aarsland D, White LR (новембар 2014). „Apolipoprotein E ε2 genotype delays onset of dementia with Lewy bodies in a Norwegian cohort”. J. Neurol. Neurosurg. Psychiatry. 85 (11): 1227—1231. PMC 4215279 . PMID 24639435. doi:10.1136/jnnp-2013-307228.
- Blanc F, Bousiges O (мај 2022). „Biomarkers and diagnosis of dementia with Lewy bodies including prodromal: practical aspects”. Rev Neurol (Paris). 178 (5): 472—483. doi:10.1016/j.neurol.2022.03.008 .
- Boot BP (2015). „Comprehensive treatment of dementia with Lewy bodies”. Alzheimers Res Ther (Review). 7 (1): 45. PMC 4448151 . PMID 26029267. doi:10.1186/s13195-015-0128-z .
- Boot BP, McDade EM, McGinnis SM, Boeve BF (децембар 2013). „Treatment of dementia with Lewy bodies”. Curr Treat Options Neurol (Review). 15 (6): 738—764. PMC 3913181 . PMID 24222315. doi:10.1007/s11940-013-0261-6.
- Bousiges O, Blanc F (јун 2022). „Biomarkers of dementia with Lewy bodies: differential diagnostic with Alzheimer's disease”. Int J Mol Sci. 23 (12): 6371. doi:10.3390/ijms23126371 .
- Burghaus L, Eggers C, Timmermann L, Fink GR, Diederich NJ (фебруар 2012). „Hallucinations in neurodegenerative diseases”. CNS Neurosci Ther (Review). 18 (2): 149—159. PMC 6493408 . PMID 21592320. doi:10.1111/j.1755-5949.2011.00247.x.
- Cheng ST (август 2017). „Dementia caregiver burden: a research update and critical analysis”. Curr Psychiatry Rep (Review). 19 (9): 64. PMC 5550537 . PMID 28795386. doi:10.1007/s11920-017-0818-2.
- Chung EJ, Kim SJ (мај 2015). „123I-Metaiodobenzylguanidine myocardial scintigraphy in Lewy body-related disorders: a literature review”. J Mov Disord (Review). 8 (2): 55—66. PMC 4460541 . PMID 26090077. doi:10.14802/jmd.15015.
- Connors MH, Quinto L, McKeith I,  . (новембар 2018). „Non-pharmacological interventions for Lewy body dementia: a systematic review”. Psychol Med (Review). 48 (11): 1749—1758. PMC 6088773 . PMID 29143692. doi:10.1017/S0033291717003257.
- Diamond A (2013). „Executive functions”. Annual Review of Psychology. 64: 135—168. PMC 4084861 . PMID 23020641. doi:10.1146/annurev-psych-113011-143750. „There is general agreement that there are three core EFs: inhibition [inhibitory control, including self-control (behavioral inhibition) and interference control (selective attention and cognitive inhibition)], working memory (WM), and cognitive flexibility (also called set shifting, mental flexibility, or mental set shifting and closely linked to creativity). From these, higher-order EFs are built such as reasoning, problem solving, and planning.”
- Donaghy PC, O'Brien JT, Thomas AJ (јануар 2015). „Prodromal dementia with Lewy bodies” (PDF). Psychol Med (Review). 45 (2): 259—268. PMID 25066469. S2CID 21628548. doi:10.1017/S0033291714000816. Архивирано (PDF) из оригинала 20. 7. 2021. г.
- Engelhardt E (октобар 2017). „Lafora and Trétiakoff: the naming of the inclusion bodies discovered by Lewy”. Arq Neuropsiquiatr (Historical article). 75 (10): 751—753. PMID 29166468. doi:10.1590/0004-282X20170116 .
- Engelhardt E, Gomes M (2017). „Lewy and his inclusion bodies: Discovery and rejection”. Dement Neuropsychol. 11 (2): 198—201. PMC 5710688 . PMID 29213511. doi:10.1590/1980-57642016dn11-020012.
- Gallman S (4. 11. 2015). „Robin Williams' widow speaks: Depression didn't kill my husband”. CNN. Архивирано из оригинала 4. 11. 2015. г. Приступљено 6. 4. 2018.
- Goedert M, Jakes R, Spillantini MG (2017). „The synucleinopathies: Twenty years on”. J Parkinsons Dis (Review). 7 (s1): S51—S71. PMC 5345650 . PMID 28282814. doi:10.3233/JPD-179005.
- Goedert M, Spillantini MG, Del Tredici K, Braak H (јануар 2013). „100 years of Lewy pathology”. Nat Rev Neurol (Practice guideline). 9 (1): 13—24. PMID 23183883. S2CID 12590215. doi:10.1038/nrneurol.2012.242.
- Goedert M, Spillantini MG (мај 2017). „Propagation of Tau aggregates”. Molecular Brain. 10 (1): 18. PMC 5450399 . PMID 28558799. doi:10.1186/s13041-017-0298-7 .
- Gomperts SN (април 2016). „Lewy body dementias: Dementia with Lewy bodies and Parkinson disease dementia”. Continuum (Minneap Minn) (Review). 22 (2 Dementia): 435—463. PMC 5390937 . PMID 27042903. doi:10.1212/CON.0000000000000309.
- Haider A, Dulebohn SC (2018). „Lewy Body Dementia”. StatPearls Publishing. PMID 29494048. Архивирано из оригинала 20. 7. 2021. г.
- Hansen D, Ling H, Lashley T, Holton JL, Warner TT (децембар 2019). „Review: Clinical, neuropathological and genetic features of Lewy body dementias”. Neuropathol. Appl. Neurobiol. (Review). 45 (7): 635—654. PMID 30977926. S2CID 109941438. doi:10.1111/nan.12554.
- Hershey LA, Coleman-Jackson R (април 2019). „Pharmacological management of dementia with Lewy bodies”. Drugs Aging (Review). 36 (4): 309—319. PMC 6435621 . PMID 30680679. doi:10.1007/s40266-018-00636-7.
- Hogan DB, Fiest KM, Roberts JI,  . (април 2016). „The prevalence and incidence of dementia with Lewy bodies: a systematic review”. Can J Neurol Sci (Review). 43 (Suppl 1): S83—S95. PMID 27307129. doi:10.1017/cjn.2016.2 . hdl:1880/109525 .
- Karantzoulis S, Galvin JE (новембар 2011). „Distinguishing Alzheimer's disease from other major forms of dementia”. Expert Rev Neurother (Review). 11 (11): 1579—91. PMC 3225285 . PMID 22014137. doi:10.1586/ern.11.155.
- Kosaka K, ур. (2017). Dementia with Lewy bodies: clinical and biological aspects (1st изд.). Springer: Japan. ISBN 978-4-431-55948-1. S2CID 45950966. doi:10.1007/978-4-431-55948-1.
- Kosaka K (2014). „Lewy body disease and dementia with Lewy bodies”. Proc Jpn Acad Ser B Phys Biol Sci (Historical Review). 90 (8): 301—306. Bibcode:2014PJAB...90..301K. PMC 4275567 . PMID 25311140. doi:10.2183/pjab.90.301.
- Kosaka K, Oyanagi S, Matsushita M, Hori A (1976). „Presenile dementia with Alzheimer-, Pick- and Lewy-body changes”. Acta Neuropathol. 36 (3): 221—233. PMID 188300. S2CID 162001. doi:10.1007/bf00685366.
- Levin J, Kurz A, Arzberger T, Giese A, Höglinger GU (фебруар 2016). „The differential diagnosis and treatment of atypical parkinsonism”. Dtsch Ärztebl Int (Review). 113 (5): 61—69. PMC 4782269 . PMID 26900156. doi:10.3238/arztebl.2016.0061.
- Lewy F (1912). „Paralysis agitans”.  Ур.: Lewandowsky M, Abelsdorff G. I. Pathologische Anatomie In Handbuch der Neurologie. 3. Springer Verlag, Berlin. стр. 920—933.
- Lin YW, Truong D (април 2019). „Diffuse Lewy body disease”. J. Neurol. Sci. (Review). 399: 144—50. PMID 30807982. S2CID 72335064. doi:10.1016/j.jns.2019.02.021.
- Linard M, Ravier A, Mougué L,  . (јануар 2022). „Infectious Agents as Potential Drivers of α-Synucleinopathies” (PDF). Mov Disord (Review). 37 (3): 464—477. doi:10.1002/mds.28925.
- Matar E, Shine JM, Halliday GM, Lewis SJ (јануар 2020). „Cognitive fluctuations in Lewy body dementia: towards a pathophysiological framework”. Brain (Review). 143 (1): 31—46. PMID 31612904. doi:10.1093/brain/awz311 . Архивирано из оригинала 20. 7. 2021. г.
- McKeith IG (2006). „Consensus guidelines for the clinical and pathologic diagnosis of dementia with Lewy bodies (DLB): report of the Consortium on DLB International Workshop”. J Alzheimers Dis. 9 (3 Suppl): 417—423. PMID 16914880. doi:10.3233/JAD-2006-9S347.
- McKeith IG (6. 11. 2015). „Robin Williams had dementia with Lewy bodies – so, what is it and why has it been eclipsed by Alzheimer's?”. The Conversation. Архивирано из оригинала 4. 11. 2016. г. Приступљено 6. 4. 2018.
- McKeith IG, Boeve BF, Dickson DW,  . (јул 2017). „Diagnosis and management of dementia with Lewy bodies: Fourth consensus report of the DLB Consortium”. Neurology (Review). 89 (1): 88—100. PMC 5496518 . PMID 28592453. doi:10.1212/WNL.0000000000004058.
- McKeith IG, Dickson DW, Lowe J,  . (децембар 2005). „Diagnosis and management of dementia with Lewy bodies: Third report of the DLB Consortium”. Neurology (Review). 65 (12): 1863—1872. PMID 16237129. S2CID 14354793. doi:10.1212/01.wnl.0000187889.17253.b1. Архивирано из оригинала 9. 3. 2018. г.
- McKeith IG, Fairbairn A, Perry R, Thompson P, Perry E (септембар 1992). „Neuroleptic sensitivity in patients with senile dementia of Lewy body type”. BMJ. 305 (6855): 673—674. PMC 1882909 . PMID 1356550. doi:10.1136/bmj.305.6855.673. „Severe, and often fatal, neuroleptic sensitivity may occur [such as] ... exaggerated adverse responses to standard doses ... [and] development or worsening of extrapyramidal features ... or acute and severe physical deterioration"”
- McKeith IG, Ferman TJ, Thomas AJ,  . (април 2020). „Research criteria for the diagnosis of prodromal dementia with Lewy bodies”. Neurology (Review). 94 (17): 743—755. doi:10.1212/WNL.0000000000009323.
- Menšíková K, Matěj R, Colosimo C,  . (јануар 2022). „Lewy body disease or diseases with Lewy bodies?”. npj Parkinson's Disease (Review). 8 (1): 3. doi:10.1038/s41531-021-00273-9. Material was copied from this source, which is available under a Creative Commons Attribution 4.0 International License
- Mueller C, Ballard C, Corbett A, Aarsland D (мај 2017). „The prognosis of dementia with Lewy bodies” (PDF). Lancet Neurol (Review). 16 (5): 390—398. PMID 28342649. S2CID 37835962. doi:10.1016/S1474-4422(17)30074-1. Архивирано (PDF) из оригинала 6. 6. 2020. г.
- Mueller C, Soysal P, Rongve A, Isik AT,  . (март 2019). „Survival time and differences between dementia with Lewy bodies and Alzheimer's disease following diagnosis: a meta-analysis of longitudinal studies” (PDF). Ageing Res Rev (Meta-analysis). 50: 72—80. PMID 30625375. S2CID 58634976. doi:10.1016/j.arr.2019.01.005.
- O'Dowd S, Schumacher J, Burn DJ,  . (новембар 2019). „Fluctuating cognition in the Lewy body dementias”. Brain (Review). 142 (11): 3338—3350. PMID 31411317. doi:10.1093/brain/awz235 . Архивирано из оригинала 23. 2. 2021. г.
- Ogawa T, Fujii S, Kuya K, Kitao SI, Shinohara Y, Ishibashi M, Tanabe Y (септембар 2018). „Role of neuroimaging on differentiation of Parkinson's disease and its related diseases”. Yonago Acta Med (Review). 61 (3): 145—155. PMC 6158357 . PMID 30275744. doi:10.33160/yam.2018.09.001. „Parkinsonian syndromes are a group of movement disorders characterized by classical motor symptoms such as tremors, bradykinesia, and rigidity. They are most frequently due to primary neurodegenerative disease, resulting in the loss of dopaminergic nerve terminals along the nigrostriatal pathway, similar to idiopathic PD, MSA, PSP, CBD, and DLB.”
- Palma JA, Kaufmann H (март 2018). „Treatment of autonomic dysfunction in Parkinson disease and other synucleinopathies”. Mov Disord (Review). 33 (3): 372—390. PMC 5844369 . PMID 29508455. doi:10.1002/mds.27344.
- Pezzoli S, Cagnin A, Bandmann O, Venneri A (јул 2017). „Structural and functional neuroimaging of visual hallucinations in Lewy body disease: A systematic literature review”. Brain Sci (Review). 7 (12): 84. PMC 5532597 . PMID 28714891. doi:10.3390/brainsci7070084 .
- Robbins R (30. 9. 2016). „How Lewy body dementia gripped Robin Williams”. Scientific American. Архивирано из оригинала 10. 4. 2018. г. Приступљено 9. 4. 2018.
- Sahlas DJ (јун 2003). „Dementia with Lewy bodies and the neurobehavioral decline of Mervyn Peake”. Arch Neurol (Historical article). 60 (6): 889—892. PMID 12810496. doi:10.1001/archneur.60.6.889 . Архивирано из оригинала 16. 6. 2018. г.
- Santos F, Cabreira V, Rocha S, Massano J (новембар 2022). „Blood biomarkers for the diagnosis of neurodegenerative dementia: a systematic review”. J Geriatr Psychiatry Neurol. 36 (4): 267—281. doi:10.1177/08919887221141651.
- Siderowf A, Aarsland D, Mollenhauer B, Goldman JG, Ravina B (април 2018). „Biomarkers for cognitive impairment in Lewy body disorders: Status and relevance for clinical trials”. Mov Disord (Review). 33 (4): 528—536. PMID 29624752. S2CID 4634411. doi:10.1002/mds.27355.
- St Louis EK, Boeve AR, Boeve BF (мај 2017). „REM sleep behavior disorder in Parkinson's disease and other synucleinopathies”. Mov Disord (Review). 32 (5): 645—658. PMID 28513079. S2CID 46881921. doi:10.1002/mds.27018.
- St Louis EK, Boeve BF (новембар 2017). „REM sleep behavior disorder: Diagnosis, clinical implications, and future directions”. Mayo Clin Proc (Review). 92 (11): 1723—1736. PMC 6095693 . PMID 29101940. doi:10.1016/j.mayocp.2017.09.007. Архивирано из оригинала 20. 7. 2021. г.
- Tahami Monfared AA, Meier G, Perry R, Joe D (децембар 2019). „Burden of disease and current management of dementia with Lewy bodies: A literature review”. Neurol Ther (Review). 8 (2): 289—305. PMC 6858913 . PMID 31512165. doi:10.1007/s40120-019-00154-7.
- Taylor JP, McKeith IG, Burn DJ,  . (фебруар 2020). „New evidence on the management of Lewy body dementia”. Lancet Neurol (Review). 19 (2): 157—169. PMID 31519472. doi:10.1016/S1474-4422(19)30153-X.
- Tousi B (октобар 2017). „Diagnosis and management of cognitive and behavioral changes in dementia with Lewy bodies”. Curr Treat Options Neurol (Review). 19 (11): 42. PMID 28990131. S2CID 25850109. doi:10.1007/s11940-017-0478-x.
- Tousi B, Leverenz JB (2021). „The application of zonisamide to patients suffering from dementia with Lewy bodies: emerging clinical data”. Drug Des Devel Ther (Review). 15: 1811—1817. doi:10.2147/DDDT.S240865 .
- Tsamakis K, Mueller C (2021). „Challenges in predicting cognitive decline in dementia with Lewy bodies”. Dement Geriatr Cogn Disord (Review). 50 (1): 1—8. doi:10.1159/000515008 .
- Vann Jones SA, O'Brien JT (март 2014). „The prevalence and incidence of dementia with Lewy bodies: a systematic review of population and clinical studies”. Psychol Med (Review). 44 (4): 673—683. PMID 23521899. S2CID 40151904. doi:10.1017/S0033291713000494.
- Velayudhan L, Ffytche D, Ballard C, Aarsland D (септембар 2017). „New therapeutic strategies for Lewy body dementias”. Curr Neurol Neurosci Rep (Review). 17 (9): 68. PMID 28741230. S2CID 3739100. doi:10.1007/s11910-017-0778-2.
- Villemagne VL, Doré V, Burnham SC, Masters CL, Rowe CC (април 2018). „Imaging tau and amyloid-β proteinopathies in Alzheimer disease and other conditions”. Nat Rev Neurol (Review). 14 (4): 225—236. PMID 29449700. S2CID 4365310. doi:10.1038/nrneurol.2018.9.
- Walker Z, Possin KL, Boeve BF, Aarsland D (октобар 2015). „Lewy body dementias”. Lancet (Review). 386 (10004): 1683—1697. PMC 5792067 . PMID 26595642. doi:10.1016/S0140-6736(15)00462-6.
- Walker L, Stefanis L, Attems J (септембар 2019). „Clinical and neuropathological differences between Parkinson's disease, Parkinson's disease dementia and dementia with Lewy bodies – current issues and future directions”. J. Neurochem. (Review). 150 (5): 467—474. PMID 30892688. doi:10.1111/jnc.14698 .
- Watts KE, Storr NJ, Barr PG,  . (фебруар 2022). „Systematic review of pharmacological interventions for people with Lewy body dementia”. Aging Ment Health (Review). 27 (2): 203—216. doi:10.1080/13607863.2022.2032601 .
- Weil RS, Lashley TL, Bras J, Schrag AE, Schott JM (2017). „Current concepts and controversies in the pathogenesis of Parkinson's disease dementia and dementia with Lewy bodies”. F1000Res (Review). 6: 1604. PMC 5580419 . PMID 28928962. doi:10.12688/f1000research.11725.1 .
- Williams SS (септембар 2016). „The terrorist inside my husband's brain”. Neurology. 87 (13): 1308—1311. PMID 27672165. doi:10.1212/WNL.0000000000003162 . Архивирано из оригинала 24. 3. 2018. г.
- Yamada M, Komatsu J, Nakamura K,  . (јануар 2020). „Diagnostic Criteria for Dementia with Lewy Bodies: Updates and Future Directions”. J Mov Disord (Review). 13 (1): 1—10. PMC 6987529 . PMID 31694357. doi:10.14802/jmd.19052.
- Zweig YR, Galvin JE (2014). „Lewy body dementia: the impact on patients and caregivers”. Alzheimers Res Ther (Review). 6 (2): 21. PMC 4054937 . PMID 25031635. doi:10.1186/alzrt251 .
- Adams BD (16. 1. 2013). „Lewy Body Dementia in the Emergency Department”. Postgraduate Medical Journal.

## Spoljašnje veze
- McKeith IG (10. 10. 2017). Updated diagnostic criteria and management of Lewy body dementia (Video). ALZForum co-hosted with Lewy Body Dementia Association. Приступљено 8. 4. 2018.
- „Treatment of Behavioral Symptoms: When to Consider Antipsychotic Medications in LBD”. Lewy Body Dementia Association. Приступљено 28. 11. 2023. – lists of typical and atypical antipsychotics
- „Emergency room treatment of psychosis”. Lewy Body Dementia Association. септембар 2015. Приступљено 27. 4. 2018.

|  | Molimo Vas, obratite pažnju na važno upozorenje u vezi sa temama iz oblasti medicine (zdravlja). |